# Commander
Commander je píseň americké popové zpěvačky Kelly Rowland. Píseň pochází z jejího třetího alba Kelly Rowland. Produkce se ujal francouzský DJ David Guetta.

## Hitparáda
| Země      | Umístění |
| --------- | -------- |
| Austrálie | 61       |
| Evropa    | 25       |
| Anglie    | 9        |
| Česko     | 16       |